# Alfonso Márquez de la Plata

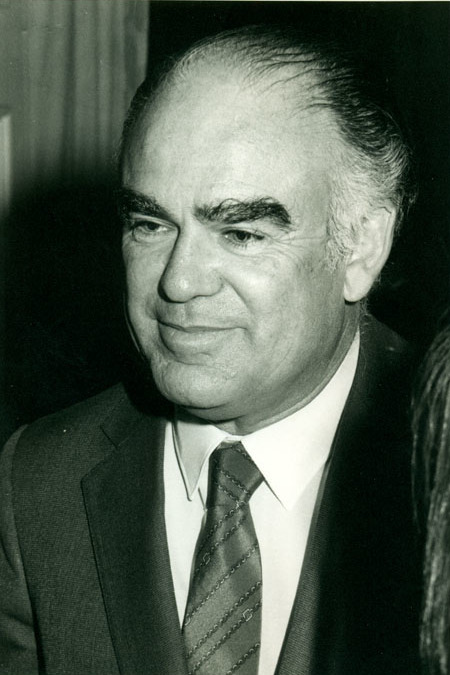
Alfonso Márquez de la Plata (1983)

Alfonso Márquez de la Plata Yrarrázaval (* 19. Juli 1933 in Santiago de Chile; † 22. April 2014 ebenda) war ein chilenischer Unternehmer und Politiker, der während der Präsidentschaft von Augusto Pinochet mehrere Ministerämter bekleidete.

## Leben

### Agraringenieur und Landwirtschaftsfunktionär
Márquez de la Plata, Sohn des Erfinders, Archäologen und Historikers Fernando Márquez de la Plata Echenique, begann seine schulische Ausbildung 1939 an einer Schule der Maristen-Schulbrüder in Buenos Aires, wohin die Familie mit Beginn des Zweiten Weltkrieges gezogen war. Nach einem darauf folgenden Besuch des von der Kongregation vom Heiligen Kreuz betriebenen Colegio Saint George in Vitacura begann er 1950 ein Studium der Agrarwissenschaften an der Päpstlichen Katholischen Universität von Chile in Santiago de Chile, das er 1954 als Agraringenieur abschloss.
Anschließend war Márquez de la Plata als Agraringenieur in der Land- und Forstwirtschaft tätig, ehe er kurz darauf das Unternehmen Caren in Mostazal gründete. Zwischen 1956 und 1969 war er Gründungsmitglied der Vereinigung der Agraringenieure und Tierärzte (Asociación de Ingenieros Agrónomos y Veterinarios) in Rancagua sowie des Bauernverbandes (Cooperativa de Agricultores) in der Región del Libertador General Bernardo O’Higgins.
1968 wurde er zunächst zum Direktor der Nationalen Landwirtschaftlichen Gesellschaft SNA (Sociedad Nacional de Agricultura) gewählt und wurde im Anschluss 1969 Vizepräsident sowie im April 1973 zum Präsidenten dieser Gesellschaft gewählt. In diesen Funktionen förderte er in Zusammenarbeit mit anderen Gremien des Unternehmerverbandes CPC (Confederación de la Producción y del Comercio) die Gründung der ersten Entwicklungsbank sowie der ersten Landwirtschaftsbank Chiles. 1977 gehörte er zu den Gründern der Vereinigung für soziale Entwicklung im landwirtschaftlichen Sektor (Corporación de Desarrollo Social del Sector Rural).

### Minister, Unternehmer und Wirtschaftsmanager
Am 20. April 1978 wurde Márquez de la Plata, der seit 1977 Präsident der Banco de Santiago war, von Präsident Augusto Pinochet als Nachfolger von Mario Mc-Kay zum Landwirtschaftsminister (Ministro de Agricultura) ernannt und bekleidete diese Funktion bis zu seiner Ablösung durch José Luis Toro am 29. Mai 1980.
Nach seinem Ausscheiden aus der Regierung war er zwischen 1981 und 1983 Direktor der Banco de Crédito e Inversiones, des Rentenversicherungsunternehmens Administradora de Fondos de Pensiones Provida (AFP Provida) sowie des Getränkeherstellers Compañía de las Cervecerías Unidas.
Präsident Pinochet berief ihn am 10. August 1983 wieder in die Regierung, und zwar als Nachfolger von Ramón Suárez González als Generalsekretär der Regierung (Ministro Secretaría General de Gobierno de Chile) mit Ministerrang. Dieses Amt bekleidete er bis zu seiner Ablösung durch Francisco Javier Cuadra am 6. November 1984. Während dieser Zeit fungierte er vom 26. August bis zum 3. September 1983 sowie am 14. April 1984 auch als kommissarischer Innenminister.
Im Anschluss übernahm Márquez de la Plata selbst am 6. November 1984 von Hugo Gálvez das Amt des Ministers für Arbeit und soziale Wohlfahrt (Ministro de Trabajo y Previsión Social) in der Regierung Pinochet und behielt dieses Ministeramt bis zu seiner Ablösung durch Guillermo Arthur am 21. Oktober 1988.
Danach war er zwischen 1989 und Juni 1992 Vorsitzender des Nationalen Fernsehrates CNTV (Consejo Nacional de Televisión de Chile) sowie von 2005 bis 2007 Ehrendirektor der SNA.
Márquez de la Plata, dessen Großcousin mütterlicherseits der Lyriker Vicente Huidobro war, verfasste auch mehrere Bücher zu politischen Themen sowie zur chilenischen Zeitgeschichte.

## Veröffentlichungen
- El salto al futuro, 1992
- El gobierno ideal, 1993
- Mirando al futuro, 1998
- Una persecución vergonzosa, 2000
- El peligro totalitario, 2002
- Cinco presidentes y el poder, 2006